# Mayumi Pejo
Mayumi Pejo (9 de junio de 1972) es una deportista estadounidense que compitió en taekwondo. Ganó una medalla de bronce en el Campeonato Mundial de Taekwondo de 1989, y una medalla de oro en el Campeonato Panamericano de Taekwondo de 1988.

## Palmarés internacional
| Campeonato Mundial      | Campeonato Mundial   | Campeonato Mundial | Campeonato Mundial |
| Año                     | Lugar                | Medalla            | Categoría          |
| ----------------------- | -------------------- | ------------------ | ------------------ |
| 1989                    | Seúl (Corea del Sur) | Medalla de bronce  | –47 kg             |
| Campeonato Panamericano |                      |                    |                    |
| Año                     | Lugar                | Medalla            | Categoría          |
| 1988                    | Lima (Perú)          | Medalla de oro     | –47 kg             |